# Cordylus macropholis
Cordylus macropholis är en ödleart som beskrevs av  George Albert Boulenger 1910. Cordylus macropholis ingår i släktet Cordylus och familjen gördelsvansar. Inga underarter finns listade i Catalogue of Life.